# Бархатница Пелопея
Бархатница Пелопея (лат. Pseudochazara pelopea) — дневная бабочка из семейства Бархатниц.

## Этимология названия
Пелопея (греческая мифология) — внучка Пелопа, дочь Тиеста.

## Ареал
Восточная Турция, Иран, Сирия, Ливан, Закавказье и восточная часть Большого Кавказа, Туркменистан (Копетдаг).
Известен с восточной части Большого Кавказа, из окрестностей поселка Ахты и Буйнакского района Дагестана, Дагестанского заповедника, бархана Сарыкум, хребта Салатау, Чонкатау, Хунзахского плато, окрестностей Талги, станции Манас.
В Восточной Европе распространён подвид Pseudochazara pelopea persica (Christoph, 1877), который отличается от номинативного (распространенного в Сирии, Ливане и Малой Азии) более широкими андрокониальным полем и постдискальными перевязями.
Бабочки населяют каменистые и глинистые склоны, щебнистые участки в горах, преимущественно на высоте от 600 до 1000 метров над уровнем моря; горные степи, склоны с участками нагорно-ксерофитной растительности до высоты 2000 метров над уровнем моря.

## Биология
Развивается за год в одном поколении. Время лёта с конца июня по август. Бабочки придерживаются каменистых и щебнистых участков. Любят сидеть в тени небольших кустарников, стремительно перелетают с одного камня на другой. Самцы преследуют самок, стараясь при этом придерживаться затененных участков среди камней. Кормовые растения гусениц: мятлик (Poa sp.), мятлик однолетний.